# Championnat du monde des nations émergentes de rugby à XIII
Le Championnat du monde des nations émergentes de rugby à XIII (Emerging Nations World Championship en anglais) est un tournoi de rugby à XIII organisé pour les équipes nationales des « Tier Two » et « Tier Three » (sorte de deuxième et troisième divisions des nations au niveau international) mais parfois également ouvert aux sélections amateures des grandes nations ou à leurs équipes réserves. Il a été disputé en 1995, 2000 et 2018.

## Concept et histoire
Le Championnat du monde des nations émergentes a trois objectifs principaux qui ont présidé à sa création en 1995 par la Rugby League International Federation.
D'abord, aider au développement des nations de rugby à XIII et à l'éclosion des talents locaux (par opposition aux heritage players, joueurs sélectionnés dans des équipes nationales en raison de leurs origines et qui disputent des championnats réputés). Ce championnat a ainsi permis à des joueurs peu connus comme Ike Takayama (Japon), Ourag SaÏd (Maroc) ou Ross van der Hoek (Canada) de se faire connaitre.
Ensuite, donner du temps de jeu aux nations réputées faibles pour leur permettre de progresser jusqu'au plus haut niveau (ainsi une équipe vainqueur du tournoi n'a pas vocation à le disputer à nouveau, le tournoi lui servant de passerelle vers le tier 1 ou tier 2). C'est le cas des Îles Cook qui après leur victoire dans le tournoi en 1995, ont disputé la Coupe du monde de rugby à XIII 2000. Mais cinq autres équipes à savoir les États-Unis, l’Écosse, la Russie, l’Irlande, l’Italie ont réussi, ultérieurement à leur participation à ce tournoi, à se qualifier pour la phase finale d’une Coupe du Monde.
Enfin, pendant le tournoi, prendre en charge tous les frais financiers (déplacement, hébergement...) des équipes, qui ne peuvent compter que très rarement sur des sponsors importants dans leur pays d'origine, ou souffrent de sous-médiatisation. Ainsi lors de la deuxième édition du championnat en 2000, un budget de 200 000 £ a été consacré à l'accueil de ces équipes au Hopwood Hall collègue de Middleton, à Manchester.
Si les deux premiers championnats s'écoulent à des intervalles réguliers (1995 et 2000) , il faudra atteindre dix-huit ans pour que la troisième édition voit le jour. Les observateurs ont même pu penser à un moment que le tournoi allait tout simplement disparaître. En effet, la deuxième édition est considérée comme un échec en termes de promotion de nouvelles équipes puisque la BARLA, sélection britannique, qui participe au championnat en 2000,  bat largement toutes ces équipes sur son passage.
Néanmoins, en 2017-2018, le paysage treiziste mondiale a complètement changé ; les nations émergentes sont mieux organisées (championnats nationaux réguliers) et le fait que des heritage players (joueurs d'origine étrangère jouant dans le championnat australien) composent en partie ces équipes, renforce les liens avec l'Australie, nation majeure du rugby à XIII. Cela amène tout naturellement les autorités internationales a accepté la demande des nations émergentes d'organiser à nouveau le tournoi en 2017.  Fait nouveau, alors que l'esprit des premières compétitions était d'aider financièrement les nations émergentes pour leur participation , cela ne sera pas nécessaire en 2018, puisque le championnat est annoncé comme auto-financé.

## Organisation
Il est généralement organisé sous forme de tournoi, dans un pays unique, sur un ou plusieurs stades de la nation hôte, généralement pendant une quinzaine de jours.
Selon le nombre d'équipes engagées, il peut y avoir des poules d'un nombre égal de membres ou non, généralement deux. Les équipes disputant d'abord une première phase en rencontrant une fois les adversaires de leur poule.
Les vainqueurs de chaque poule se rencontrent ensuite en finale. Des matchs intermédiaires de classement sont parfois organisés.
Lors de la troisième édition, le championnat se mue en une sorte de festival du rugby à XIII, puisque des tournois parallèles sont organisés : un tournoi de sélections régionales (issues d'Afrique, Europe, Moyen-Orient et d'Asie) et également une série de trois test-matchs entre les sélections handisport de l'Australie et de Nouvelle-Zélande.

## Nombre de participations par pays, nations ou sélections
Le tableau suivant classe tous les concurrents ayant pris part aux trois premières éditions du championnat.
Destiné à être un tournoi transitoire vers le haut niveau, l'absence de nations ayant participé à toutes les éditions du championnat semble logique, car une équipe qui aurait participé aux trois compétitions indiquerait une forme de « stagnation » de son niveau et son incapacité ou de grandes difficultés à progresser. Cependant en 2018, le championnat voit un certain changement de philosophie : il est demandé par des nations qui faute d'un nombre de test-matchs suffisants, ne peuvent se permettre de suivre le rythme quadriennal des coupes du monde. Cela amènera peut être des équipes, quel que soit leur niveau de progression, à participer à chaque épreuve pour avoir du temps de jeu. Quitte à envoyer des équipes amateures ou réserves au tournoi.
| Part. | Pays |
| 3     | — |
| 2     | Maroc— Japon— États-Unis |
| 1     | Turquie — Grèce — Irlande- Italie—Barla— Îles Cook— Moldavie— Écosse— Philippines— Hong Kong— Hongrie— Malte— Niue— Îles Salomon— Vanuatu— Pologne— Russie— Canada |